# Eisen-Luft-Akkumulator
Der Eisen-Luft-Akkumulator ist eine Bauform eines wiederaufladbaren Akkumulators und verwendet den in der Umgebungsluft enthaltenen Sauerstoff als Oxidator von Eisen zur Gewinnung von elektrischer Energie. Im Gegensatz zu der Gruppe auf Ionen basierender Akkumulatoren wie Lithium-Ionen-Akkumulatoren weist dieser Akkumulator eine metallische Elektrode auf. Neben dem Eisen-Luft-Akkumulator existieren verschiedene weitere Bauformen von Metall-Luft-Akkumulatoren wie der Lithium-Luft-Akkumulator oder die als nicht wiederaufladbares Primärelement und üblicherweise als Knopfzelle ausgeführte Zink-Luft-Batterie.
Obwohl erste Entwicklungen zu Eisen-Luft-Akkumulatoren aus den 1970er Jahren stammen, konnte sich dieser Akkumulator wegen verschiedener Problemstellungen in der praktischen Umsetzung in Breitenanwendungen nicht durchsetzen. Erste Anwendungen hatten Energiedichten um 80 Wh/kg und waren als Traktionsbatterie bei elektrisch betriebenen Fahrzeugen vorgesehen.

## Aufbau
Der Eisen-Luft-Akkumulator besteht aus einer metallischen negativen Elektrode aus Eisen und einer die negative Elektrode umschließenden positiven Gasdiffusionselektrode. Dazwischen befindet sich der üblicherweise alkalische Elektrolyt. Bei einigen speziellen Ausführungsformen kommen auch mehrere durch Separatoren getrennte Elektrolyte zwischen den Elektroden zum Einsatz. 
Bei der Entladung wird in zwei Schritten an der negativen Elektrode das Eisen in dem alkalischen Elektrolyten zu Eisen(II)-hydroxid oxidiert und in einem zweiten Schritt das Eisen(II)-hydroxid zu Eisen(II,III)-oxid umgewandelt:
{\displaystyle \mathrm {Fe+2OH^{-}\to Fe(OH)_{2}+2e^{-}} \quad (\mathrm {E} =-0,88\,\mathrm {V} )}
{\displaystyle \mathrm {3Fe(OH)_{2}+2OH^{-}\to Fe_{3}O_{4}+4H_{2}O+2e^{-}} \quad (\mathrm {E} =-0,76\,\mathrm {V} )}
An der positiven Gasdiffusionselektrode läuft bei der Entladung folgende Reaktion ab:
{\displaystyle \mathrm {O_{2}+2H_{2}O+4e^{-}\to 4OH^{-}} \quad (\mathrm {E} =+0,401\,\mathrm {V} )}
Daraus ergibt sich die Gesamtreaktion bei Entladung zu:
{\displaystyle \mathrm {3Fe+2O_{2}\to Fe_{3}O_{4}} \quad (\mathrm {E_{cell}} =+1,28\,\mathrm {V} )}
Bei der Ladung läuft der Prozess umgekehrt ab, und es wird das Eisenoxid unter Abgabe von Sauerstoff als metallisches Eisen an der negativen Elektrode abgeschieden.
Die Akkumulatoren weisen eine Zellspannung von 1,28 V auf. Die Energiedichten konnten im Laufe der Jahrzehnte auf optimierte Werte unter Laborbedingungen um 400 Wh/kg verbessert werden. In praktischen Umsetzungen bewegen sich die erzielbaren Energiedichten im Bereich von 50 bis 150 Wh/kg und das theoretische Limit liegt bei 764 Wh/kg.

## Anwendungen
Eisen-Luft-Akkumulatoren sind im Vergleich zu anderen Akkumulatoren wie Zink-Luft-Akkumulatoren robust, da sie keine Volumenänderung an der metallischen Elektrode während der Ladung bzw. Entladung erfahren. Weiter sind sie von den verwendeten Materialien her kostengünstig. Die praktischen Schwierigkeiten liegen unter anderem in der Limitierung der Lade- und Entladezyklen, welche unter anderem im Aufbau der Elektroden bedingt sind und durch deren Gestaltung verbessert werden können. Unter anderem kommen dazu Nanopartikel aus Eisen an der negativen Elektrode zum Einsatz. Diese Optimierungen lassen sich praktisch im Labormaßstab umsetzen. Mit Stand 2021 sind Firmen, wie die in Boston ansässige Firma Form Energy, damit beschäftigt, den im Labormaßstab realisierten Eisen-Luft-Akkumulator in großflächiger Form für die Anwendung in Batterie-Speicherkraftwerken umzusetzen. 2023 kündigte das Unternehmen den Beginn der großtechnischen Produktion von Eisen-Luft-Akkumulatoren in einer im Bau befindlichen Fabrik in West Virginia ab 2024 an.